# Cónclave de 1644

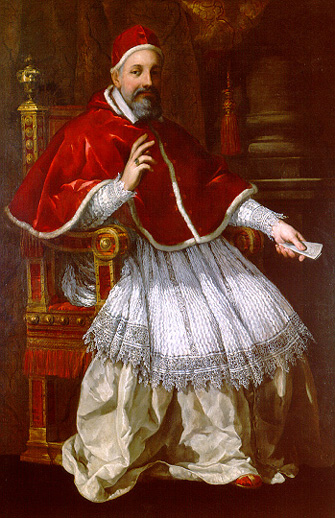
Urbano VIII, quien murió el 29 de julio de 1644.

El cónclave de 1644 fue el cónclave papal de los cardenales reunido a la muerte de Urbano VIII. Duró del 9 de agosto al 15 de septiembre de 1644 y finalmente eligió a Giovanni Battista Pamphili, quien escogió el nombre de Inocencio X.

## Historia

### La influencia de Urbano
El papado de Urbano VIII (el cual incluyó la costosa primera guerra de Castro) había sido económicamente difícil para Roma y para la Iglesia y el conflicto en curso por el control de la Iglesia entre España y Francia así como la guerra de los Treinta Años hicieron que muchos cardenales llegaran al cónclave buscando un compromiso que trajera estabilidad a la Iglesia.
Pero el papado de Urbano había sometido también a la Iglesia a un notorio nepotismo. Él mismo había nombrado a tres miembros familiares como cardenales; su hermano Antonio Marcello Barberini y sus dos sobrinos, Francesco Barberini y Antonio Barberini. Sus sobrinos, sobre todo, tenían interés en retener la riqueza, poder y propiedad que habían amasado durante el papado de su tío y ambos buscaron alterar el cónclave a su favor.
Empezaron contratando, según los rumores, a bandas de bandoleros y mercenarios para vagar por las calles de la ciudad provocando problemas, haciendo ruido y haciéndolas incómodas para los cardenales en el cónclave.

### Cónclave dividido
Falsamente, Francesco se puso de lado de los cardenales leales a España. Urbano VIII había sido un fuerte francófilo y los cardenales reunidos en el cónclave eran leales a España desde el principio del mismo. Antonio, en la dirección del cardenal Mazarino, se puso de lado de los cardenales leales a Francia y fue apoyado con sumas de dinero de los franceses con las cuales iba a comprar votos indecisos.
Así que más que trabajar por el consenso, los dos hermanos dividieron al cónclave. Cuando las votaciones comenzaron el 29 de agosto, Antonio Barberini elevó a Giulio Cesare Sacchetti como candidato pero sin mucho éxito. El siguiente día, Francesco Barberini nominó a Giovanni Battista Pamphili consiguiendo el mismo resultado.
Como punto muerto, los hermanos decidieron entonces ganar al otro. Antonio Barberini cambió el cónclave ofreciendo toda gama de incentivos a los diversos cardenales, de posiciones oficiales a sobornar a los seguidores de España a cambio de que alteraran su voto a favor de Sacchetti. Los tratos iban a ser administrados por el recién llegado embajador francés y probablemente habrían llegado a la conclusión de que el embajador no intentaría colocar cláusulas ventajosas en el acuerdo cuando llegara el momento de que los hermanos llegaran a un acuerdo. El nuevo acuerdo finalizó en 20 000 doblones entregados al embajador y su familia a cambio de que actuara como agente entre las dos partes. Antonio se retiró de la oferta fuertemente enfadado y rompió las negociaciones.

### Pamphili elegido
Aunque probablemente no debió, Francesco Barberini contó con una generosa oferta de la delegación española que incluía una promesa de protección a los Barberini (incluyendo al propio Francesco) del rey Felipe IV de España. Antonio y su delegación estuvieron de acuerdo y la mañana siguiente, el 15 de septiembre de 1644, Pamphili fue elegido y seleccionó el nombre de Inocencio X.

### Reacción francesa
El cardenal Mazarino tenía un plan "B" de ejercer el jus exclusivae de Francia contra la nominación de Pamphili y partió a Roma pero llegó demasiado tarde para emitir el veto. Así como fue, el cardenal Gil de Albornoz presentó un veto contra Sacchetti, dejando un indudable resultado.
Mazarino estaba furioso y culpó al embajador quien a su vez afirmó que Antonio Barberini había incluido la cláusula en su propio acuerdo como excusa para ponerse de espaldas a los franceses y de lado de los españoles. Mazarino, interesado en permanecer en buenas relaciones con los Barberini, instituyó al embajador y siguió apoyando a los Barberini. Mazarino sirvió más tarde de refugio para los sobrinos de Barberini (inclusive el hermano de los cardenales, Taddeo Barberini) después de que Inocencio X los investigó y exilió.
Enfadado ante el poder que la elección de Inocencio dio a su ya poderosa cuñada, Olimpia Maidalchini, se dice que el cardenal Alessandro Bichi exclamó, "acabamos de elegir a una papisa". Los seguidores de Bichi y la delegación francesa levantaron pancartas en las iglesias llamándola Papisa Olimpia I.

## Participantes
- Cardenal decano: Marcello Lante della Rovere.
- Vicedecano: Pier Paolo Crescenzi.

- Giambattista Pamphili (elegido como Inocencio X)

| - Francesco Cennini de' Salamandri - Guido Bentivoglio d'Aragona (murió el 7 de septiembre, durante el cónclave) - Giulio Roma - Luigi Capponi - Gaspar de Borja y Velasco - Alonso II de la Cueva y Benavides - Antonio Marcello Barberini (hermano de Urbano VIII) - Ernst Adalbert von Harrach - Bernardino Spada - Federico Baldissera Bartolomeo Cornaro - Giulio Cesare Sacchetti - Giandomenico Spinola - Gil Carrillo de Albornoz - Alphonse-Louis du Plessis de Richelieu - Giovanni Battista Maria Pallotta - Ciriaco Rocci - Cesare Monti - Francesco Maria Brancaccio - Alessandro Bichi - Ulderico Carpegna - Stefano Durazzo - Marco Antonio Franciotti - Francesco Maria Macchiavelli - Ascanio Filomarino - Marco Antonio Bragadin - Pier Donato Cesi - Girolamo Verospi | - Vincenzo Maculani - Francesco Peretti di Montalto - Giovanni Giacomo Panciroli - Fausto Poli - Lelio Falconieri - Gaspare Mattei (dejó el cónclave debido a enfermedad) - Cesare Facchinetti - Girolamo Grimaldi-Cavalleroni - Carlo Rossetti - Giambattista Altieri - Mario Theodoli - Francesco Angelo Rapaccioli - Francesco Adriano Ceva - Angelo Giori - Juan de Lugo y Quiroga - Carlos Fernando de Médici - Francesco Barberini (cardenal nepote de Urbano VIII) - Marzio Ginetti - Antonio Barberini (cardenal nepote de Urbano VIII) - Girolamo Colonna - Gian Giacomo Teodoro Trivulzio - Giulio Gabrielli (dejó el cónclave debido a enfermedad) - Rinaldo d'Este - Vincenzo Costaguti - Giovanni Stefano Donghi - Paolo Emilio Rondinini - Achille d'Étampes de Valençay |  |

## Cardenales ausentes
- François de la Rochefoucauld
- Baltasar Moscoso y Sandoval
- Agustín Spínola
- Jules Raymond Mazarin
- Virginio Orsini